# Antonio José de Sucre
Pour les articles homonymes, voir Sucre (homonymie).
Antonio José de Sucre y Alcalá « Grand maréchal d'Ayacucho », né le 3 février 1795 à Cumaná au Venezuela et mort le 4 juin 1830 à Berruecos en Colombie, est un dirigeant indépendantiste et homme d'État sud-américain, proche de Simón Bolívar.
En 1811, Sucre rejoignit les bataillons qui luttaient pour l'indépendance des colonies espagnoles. Démontrant rapidement des capacités de direction, il fut promu colonel en 1817. En 1819, à l'âge de 24 ans, il devint le plus jeune chef de l'armée en étant nommé général de brigade. À la suite de la bataille de Boyacá, il entra dans la garde rapprochée de Simón Bolívar. En 1821, Bolívar le chargea d'aller libérer Quito. Sucre remporta une victoire décisive lors de la bataille de Pichincha, le 24 mai 1822. Peu après cette victoire, Bolívar et Sucre entrèrent dans Quito libérée et Sucre fut nommé président de la province de Quito, alors même qu'il ne souhaitait pas ce poste. En 1823, il fut brièvement président de la république du Pérou.
Lieutenant du libérateur Simón Bolívar, Sucre remporta au Pérou d'autres victoires contre les forces espagnoles, notamment le 6 août 1824 lors de la bataille de Junín. Le 9 décembre, il captura la majorité des troupes royales et leurs officiers, dont le vice-roi, lors de la bataille d'Ayacucho. Ce succès assura l'indépendance des colonies espagnoles d'Amérique du Sud. Sucre et Bolívar étaient proches, le second ayant pleine confiance dans le premier. En 1825, la république nouvellement créée de Bolivie, ainsi nommée en l'honneur de Bolívar, décida de donner à sa capitale le nom de Sucre. En décembre 1825, il fut élu président à vie du pays, succédant à Bolívar. Il démissionna en 1828 pour se présenter à l'élection présidentielle de Colombie. Il fut élu mais mourut assassiné à Berruecos, en Colombie, peu de temps après.

## Les premières années
Sucre naquit au sein d'une famille aisée de Cumaná, au Venezuela, qui était à l'époque partagée entre le roi d'Espagne et un « Général du Venezuela ». Ses origines ne sont pas vraiment connues mais, selon les travaux de divers généalogistes, Sucre serait le descendant de Charles de Sucre, membre d'une famille flamande anoblie par le roi d'Espagne pour devenir gouverneur de Cuba. Les Sucre étaient marquis de Preux-au-Bois et seigneurs de Bellaing, Oisy-les-Aubry, Equeberghue, Hontoye, descendants de Claude de Sucre, chevalier, et de Claude de Thuin (Claude de Thurut y Grebier (Grébert)), dame de Bellaing et Orsinval. Ils sont issus de Godefroy de Sucre, vicomte de Toulouse, chambellan du roi de France Philippe de Valois et époux d'Aldegonde d'Armagnac, fille de Jean, comte d'Armagnac. C'est dans le nord de la France que cette famille fit souche avant de migrer aux Amériques par Charles de Sucre y Pardo, né le 19 mars 1665 au château de Preux-au-Bois, chevalier et marquis de Preux. Il fut nommé par le roi d'Espagne gouverneur de Cartagena de Indias. Il est décédé le 1er octobre 1746 à Caracas, José Antonio étant son arrière-petit-fils.
Il épousa Maríana Carcelén y Larrea, marquise de Solanda et marquise de Villarrocha.

## Carrière militaire

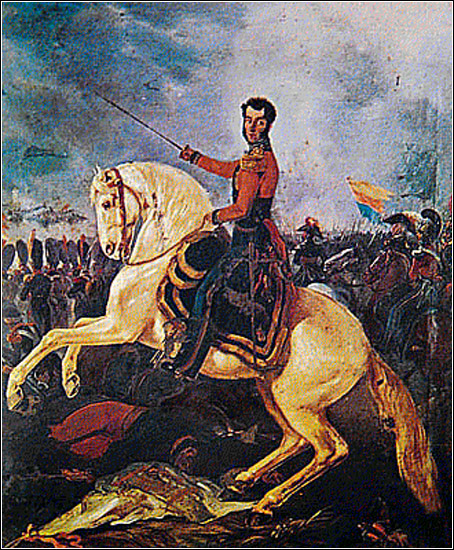
Portrait équestre de Sucre.

Après la libération de la Nouvelle Grenade et la création de la Grande Colombie, Simón Bolívar signa avec le général espagnol Pablo Morillo, le 26 novembre 1820, un armistice et un traité de régularisation de la guerre. Sucre a écrit ce traité d'armistice et de régularisation de la guerre, considéré par Bolivar comme « le plus beau monument de piété appliqué à la guerre ». L'importance des documents rédigés par Sucre, dans le sens de sa première action diplomatique, était l'arrêt temporaire des luttes entre les patriotes et les royalistes et la fin de la guerre à mort initiée en 1813. L'armistice laissa le temps à Bolivar de préparer la stratégie de la bataille de Carabobo, qui garantissait l'indépendance du Venezuela. Ce document a marqué une étape importante dans le droit international, alors que Sucre définissait dans le monde entier le traitement humanitaire qui commençait depuis à être vaincu par les vainqueurs de la guerre. Il est ainsi devenu un pionnier des droits de l'homme. La projection du traité était telle que dans l'une de ses lettres, Bolivar écrivait: "Ce traité est à la hauteur de l'âme de Sucre. Le traité d'armistice était destiné à suspendre les hostilités afin de faciliter les conversations entre les deux parties, en vue de conclure la paix finale . " L’armistice a été signé pendant six mois et a contraint les deux armées à conserver les positions qu’elles occupaient au moment de leur signature "... La guerre entre l’ Espagne et la Colombie se fera désormais de la même manière que les peuples civilisés ".

## Guerres d'indépendance en Amérique du Sud

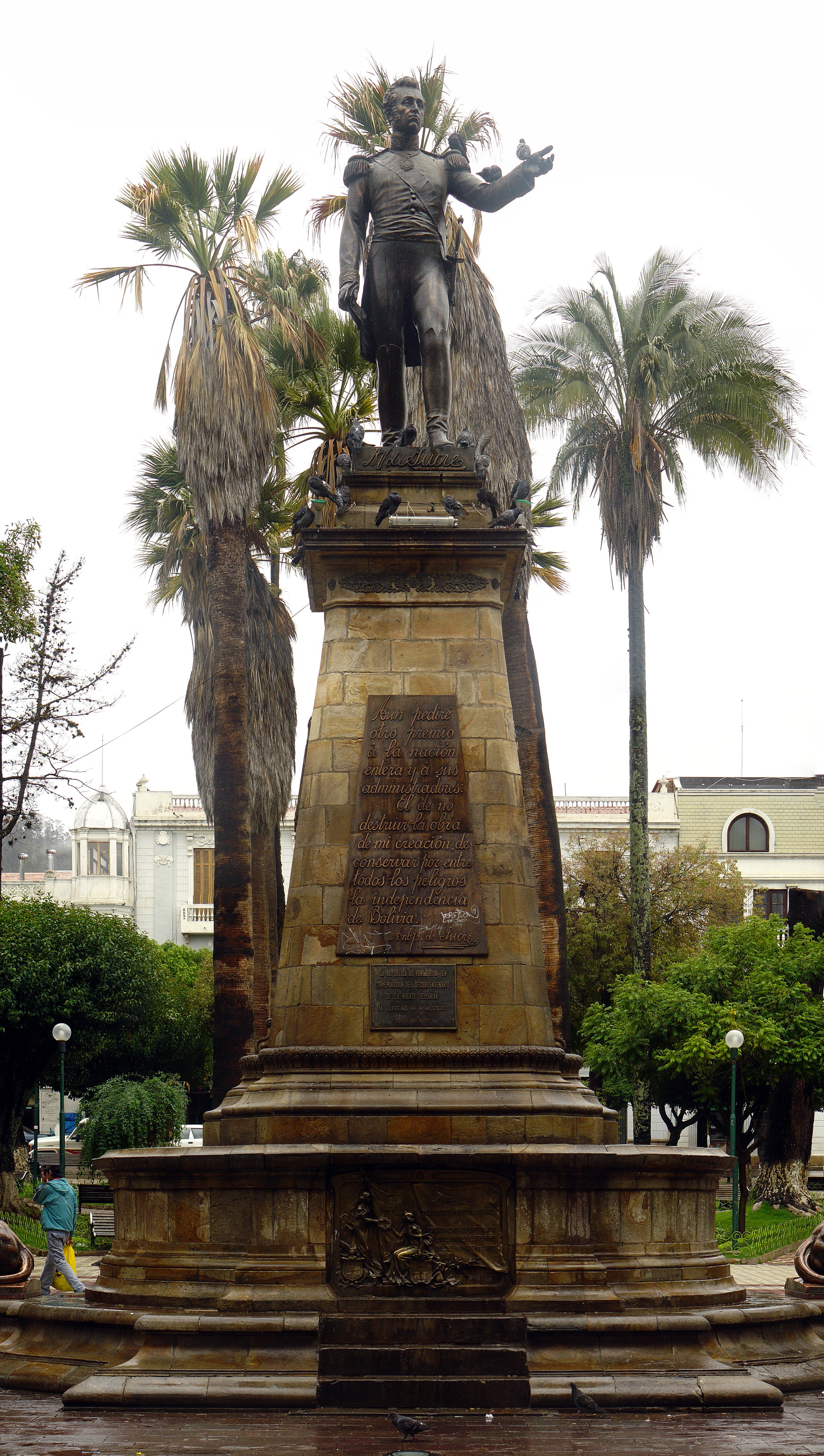
Emmanuel Fontaine, Monument à Antonio José de Sucre, ville de Sucre, Bolivie.

Puis commença la guerre de libération de l'Équateur, qui se termina par la bataille de Pichincha le 24 mai 1822. Avec cette victoire de Sucre, l'indépendance de la Grande Colombie se consolida, celle de l'Équateur fut consommée et la route fut prête pour la bataille contre les dernières forces royalistes, restés au Pérou. Après une rencontre à Guayaquil entre Simón Bolívar et José de San Martín, ce dernier cède une partie de son armée à la première et se retire définitivement des batailles de l'émancipation hispano-américaine. Sucre est donc arrivé et est entré à Lima en 1823, juste avant Bolívar. Le 1er décembre 1823, il arriva à Yungay, en faisant de la ville un point central de cantonnement. Il a ensuite participé avec Bolivar le 6 août 1824 à la Bataille de Junín et, le 9 décembre de la même année, il a vaincu le vice-roi José de la Serna à Ayacucho, ce qui a entraîné la fin de la domination espagnole sur le continent sud-américain. Le Parlement péruvien nomma Sucre grand maréchal et commandant en chef des armées.
Après le retrait de José de San Martín, le Congrès constitutif péruvien nomma José de La Mar président du conseil gouvernemental. Cela  engagea une grande partie de l'armée dans des campagnes ambitieuses qui échouèrent dans les batailles de Tarata et de Moquegua, laissant le gouvernement péruvien dans une situation militaire délicate. Les défaites militaires et les luttes politiques entre patriotes péruviens  affaiblirent les forces de l'indépendance péruviennes. Le gouvernement du maréchal José de la Riva Agüero fut poussé par l'opinion publique à demander l'intervention de Bolívar. Le Libérateur, qui était à Guayaquil pour regarder les événements au Pérou,  envoya aux premières demandes péruviennes les 6000 hommes qui s'étaient déjà préparés en Équateur lors de deux expéditions successives de 3000 hommes, le général Sucre fut chargé de commander les troupes.
Le 4 juillet 1823, le gouvernement des Provinces-Unies du Río de la Plata conclut un traité avec le vice-roi et envoya des négociateurs aux autres gouvernements sud-américains afin que ce traité put être effectif. Il y était stipulé que les hostilités devraient cesser soixante jours après sa ratification et que cette trêve devrait durer un an et demi, période durant laquelle une paix définitive serait négociée. Ainsi, Juan Gregorio de las Heras et Baldomero Espartero se rencontrèrent à Salta pour négocier mais ne parvirent pas à un accord. Le gouvernement des Provinces-Unies du Río de la Plata pensait que ce projet établirait la paix, bien que ce fut au détriment de la cause péruvienne, refusant son aide à cette dernière et retirant ses troupes des postes avancés à la frontière avec le Haut-Pérou. Au début de l'année 1824, Bolívar tomba gravement malade alors que, dans le même temps, un ministre plénipotentiaire envoyé par les Provinces-Unies du Río de la Plata arrivait à Lima pour demander au Pérou d'adhérer au traité, demande toutefois rejetée par le Congrès péruvien. Peu après, le 4 février, un soulèvement de la garnison de Callao éclata et près de 2 000 hommes passèrent du côté royaliste, libérant les prisonniers et hissant le drapeau espagnol sur la forteresse de Callao. Le régiment de grenadiers montés des Andes se révolta à son tour le 14 février et deux escadrons se rendirent à Callao pour rejoindre les émeutiers mais, quand ils virent que ceux-ci avaient rallié la cause royaliste, une centaine d'hommes ainsi que tous les officiers du régiment retournèrent à Lima. Ces évènements eurent pour conséquence une brève occupation de Lima par les royalistes, avant que ceux-ci ne se repliassent sur Callao et dans les régions andines, et  surtout allaientprolonger la guerre jusqu'en 1826, date à laquelle la forteresse de Callao fit enfin sa reddition.
José de la Serna connut lui aussi de graves problèmes car, au début de cette même année 1824, l'armée du Haut-Pérou commandée par le général Pedro Antonio Olañeta se révolta contre le vice-roi après avoir reçu la nouvelle que le gouvernement libéral espagnol était tombé à la suite de l'expédition française en Espagne. Ferdinand VII rétablit ainsi l'absolutisme, avec le soutien des troupes françaises, et Rafael del Riego fut pendu alors que les autres dirigeants libéraux furent exécutés, exilés ou en fuite. Le monarque espagnol décrèta l'abolition de toutes les décisions prises durant les trois années précédentes, ce qui annula la désignation de José de la Serna comme vice-roi du Pérou.
Olañeta donna à ses forces l'ordre d'attaquer les troupes restées fidèles à José de la Serna, obligeant le vice-roi à changer sa stratégie visant à descendre sur la côte pour combattre Bolívar. À la place, il envoya une armée de 5 000 vétérans dirigée par Gerónimo Valdés (es) traverser la rivière Desaguadero, traversée effectuée le 22 janvier 1824, avec comme ordre de marcher sur Potosí pour livrer combat à son ancien subordonné. Après une longue campagne et quatre batailles livrées entre les deux armées, la dernière le 17 août 1824, les troupes des libéraux et des absolutistes se décimèrent mutuellement.
Bolívar, qui était en communication avec Olañeta, tira pleinement avantage de cette situation en passant à l'offensive et batit une armée royaliste isolée, commandée par José de Canterac, lors de la bataille de Junín le 6 août 1824. Ainsi commença une campagne qui eut pour conséquence de pousser 2 700 soldats royalistes à déserter et à rejoindre les forces indépendantistes. Finalement, le 7 octobre 1824, Bolívar, dont l'armée était désormais aux portes de Cuzco, donna le commandement à Antonio José de Sucre et retourna à Lima pour collecter des fonds et accueillir une division colombienne de 4 000 hommes qui n'arriva néanmoins qu'après la bataille d'Ayacucho.

## Au Pérou
La déroute des troupes de Canterac à Junín obligea le vice-roi à rappeler Jerónimo Valdés de Potosí, celui-ci revenant à marche forcée avec ses soldats. Après avoir rassemblé ses troupes, José de la Serna rejeta toutefois l'idée d'un assaut direct en raison du manque d'expérience de son armée, renforcée depuis quelques semaines par un enrôlement massif de paysans. Son intention était au contraire de couper Sucre de son arrière-garde par une série de marches et de contre-marches, plan qu'il mit à exécution peu après le départ de l'armée de Sucre de Cuzco, pendant sa traversée des Andes. Ainsi, l'armée royaliste frappa le 3 décembre à la bataille de Corpahuaico (es) où elle causa à ses adversaires environ 500 morts et blessés ainsi que la perte d'une grande partie de son artillerie pour un coût limité à une trentaine d'hommes. Sucre et ses lieutenants réussirent toutefois à préserver l'organisation de leur armée, empêchant le vice-roi d'exploiter son succès. Bien qu'ayant souffert de pertes importantes, Sucre organisa une retraite en bon ordre et s'assura de monter le camp dans des positions d'accès difficile, comme la pampa de Quinua.
L'armée royaliste finit ainsi par consommer toutes ses provisions dans une guerre de mouvements sans avoir obtenu de victoire décisive. En raison des conditions extrêmement difficiles d'une campagne dans les Andes, les effectifs des deux armées se trouvèrent drastiquement réduits par les désertions et les maladies. Elles passèrent ainsi respectivement de 8 500 (pour l'armée indépendantiste) et 9 300 hommes (pour l'armée royaliste) au début de la campagne, à 5 800 et 6 900 hommes à la veille de la bataille d'Ayacucho. L'armée royaliste se positionna sur les hauteurs de Condorcunca (ce qui signifie « le cou du condor » en quechua), une bonne position défensive mais qu'elle ne put espérer tenir trop longtemps car il ne lui restait que cinq jours de réserves de nourriture. Elle fut donc condamnée à vaincre rapidement pour éviter sa dispersion et une défaite certaine à l'arrivée des renforts colombiens attendus par les indépendantistes.

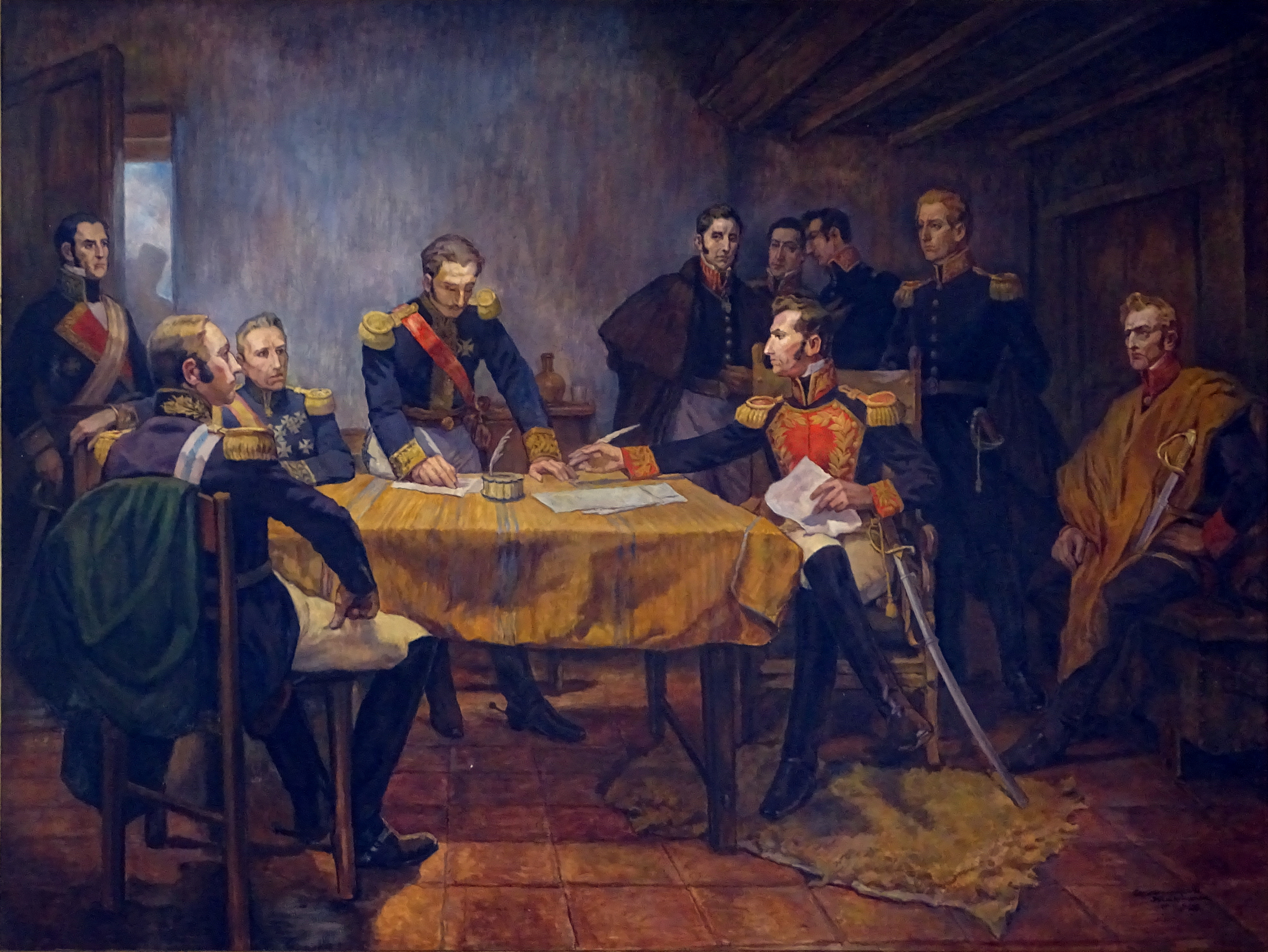
La Capitulation d'Ayacucho, par Daniel Hernández.

La principale conséquence de la capitulation signée le soir de la bataille d'Ayacucho par José de Canterac et Antonio José de Sucre fut la cessation de tout combat par les troupes du vice-roi José de la Serna. Les troupes royalistes tenant la forteresse de Callao allaient cependant continuer à résister. Le gouvernement du Pérou contracta une dette économique et politique envers les pays qui contribuèrent militairement à son indépendance.
Le 7 décembre, Bolívar, sentant la victoire finale toute proche, appela depuis Lima à l'organisation d'un Congrès de représentants, qui se tint à Panama du 22 juin au 15 juillet 1826, dans le but d'unir les nouvelles nations. Mais ce projet d'union échoua car il ne fut ratifié que par les représentants de la Grande Colombie et, quatre ans plus tard, en raison des ambitions personnelles des généraux de Bolívar et de l'absence d'une vision unifiée de l'Amérique du Sud en tant qu'une seule nation, la Grande Colombie éclata à son tour en quatre pays différents, anéantissant ainsi le rêve d'union de Bolívar.
Après sa victoire à Ayacucho, et suivant en cela les instructions précises de Bolívar, Sucre entra dans le territoire du Haut-Pérou le 25 février 1825. Son rôle se limita à donner une apparence de légalité au processus que les Péruviens avaient déjà entamé, maintenir l'ordre et installer une administration indépendante. Le général royaliste Pedro Antonio Olañeta tenait toujours Potosí, où il fut rejoint au mois de janvier par le bataillon Union venant de Puno et rassembla un conseil de guerre qui décida de continuer la résistance. Olañeta distribua ses troupes entre la forteresse de Cotagaita et Chuquisaca, alors que lui-même marche sur Vitichi, emmenant avec lui 60 000 pièces d'or de la Casa de la Moneda de Potosí.
Toutefois, à Cochabamba et à Chuquisaca, les bataillons royalistes se soulevèrent et se prononcèrent en faveur de l'indépendance alors que la majorité des troupes du Haut-Pérou renonça à continuer le combat contre la puissante armée de Sucre. Le colonel Medinacelli et 300 de ses hommes se révoltèrent à leur tour contre Olañeta et lui firent face le 2 avril 1825, à Tumusla, dans une bataille qui se termina par la mort d'Olañeta. Quelques jours plus tard, le 7 avril, les dernières troupes fidèles à Olañeta se rendirent, mettant ainsi fin à la guerre dans le Haut-Pérou.

## Président à vie de la Bolivie

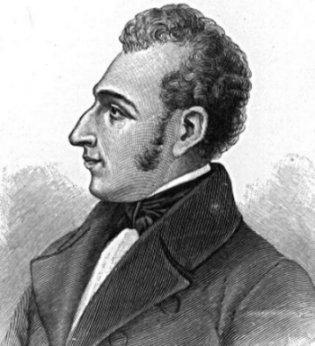
Antonio José de Sucre, président à vie de Bolivie.

Il fut instauré par décret que la nouvelle nation créée à la place du territoire du Haut-Pérou portât le nom de República Bolívar, en l'honneur de son libérateur, qui était lui-même désigné « père de la République et chef suprême de l'État ». Néanmoins, Bolívar déclina l'honneur de la présidence de la République, qui revint alors au vainqueur d'Ayacucho, Antonio José de Sucre. Plus tard, la question du nom de la nouvelle nation fut à nouveau soulevée et un député de Potosí, Manuel Martín Cruz, proposa alors que, à l'instar de Rome qui provenait de Romulus, de Bolívar advint la Bolivie.
Bolívar, bien que flatté par l'honneur qui lui était fait, n'était pas favorable à la création de cette nouvelle nation ; il était en effet inquiet pour l'avenir de la Bolivie dont la situation centrale en Amérique du Sud, l'impliquerait, selon lui, dans de nombreux conflits. Bolívar souhait plutôt que la Bolivie s'intégrât à un pays déjà existant, de préférence le Pérou (elle avait fait partie de la Vice-royauté du Pérou durant des siècles) ou les Provinces-Unies du Río de la Plata (puisque, au cours des dernières décennies, elle avait fait partie de la Vice-royauté du Río de la Plata), mais il finit se laisser convaincre par l'attitude de la population. Le 18 août, lors de l'arrivée de Bolívar à La Paz, il fut accueilli par une grande manifestation de liesse populaire et la même scène se répèta lorsqu'El Libertador arriva à Oruro, à Potosí et enfin à Chuquisaca. De telles démonstrations de ferveur de la part de la population touchèrent profondément Bolívar, qui surnomma la nouvelle nation sa « fille préférée ».
Sucre réunit une Assemblée de représentants à Chuquisaca le 8 juillet 1825 et celle-ci se conclut par la décision de proclamer l'indépendance du Haut-Pérou sous la forme d'une république. Finalement, une commission présidée par José Mariano Serrano (es) rédigea l'acte d'indépendance qui fut daté du 6 août 1825 en l'honneur de l'anniversaire de la bataille de Junín, gagnée par Bolívar jour pour jour un an plus tôt . L'indépendance fut décrétée par 7 représentants de Chuquisaca, 14 de Potosí, 12 de La Paz, 13 de Cochabamba et 2 de Santa Cruz de la Sierra.
En apprenant la nouvelle de la création de la Bolivie, Bolivar fut flatté par la jeune nation. Bolivar jusqu'à ce moment n'avait pas accepté volontairement l'indépendance de la Bolivie, parce qu'il était inquiet au sujet de son avenir, car la situation géographique de la Bolivie en Amérique centrale faisait de ce nouveau pays un état frontalier de la Grande Colombie. Bolívar voulait que la Bolivie appartînt à une autre nation, de préférence le Pérou; mais ce qui le convainquit profondément  était l'attitude des masses populaires. Le 18 août, à son arrivée à La Paz, Sucre eut une manifestation de joie populaire. La même scène se répéta lorsque le libérateur arriva à Oruro, puis à Potosí et enfin à Chuquisaca. C’est le maréchal Sucre qui donna à la Bolivie sa première constitution politique en 1826, qui  organisa les institutions de l’État et adopta comme système administratif le modèle français des départements en janvier 1826. Populaire, le congrès lui offrit le titre de président à vie avec droit de nommer son successeur.
En 1828, après deux années au pouvoir, il abandonna le pouvoir en Bolivie et désigna José María Pérez de Urdininea pour lui succèder.

## Mort

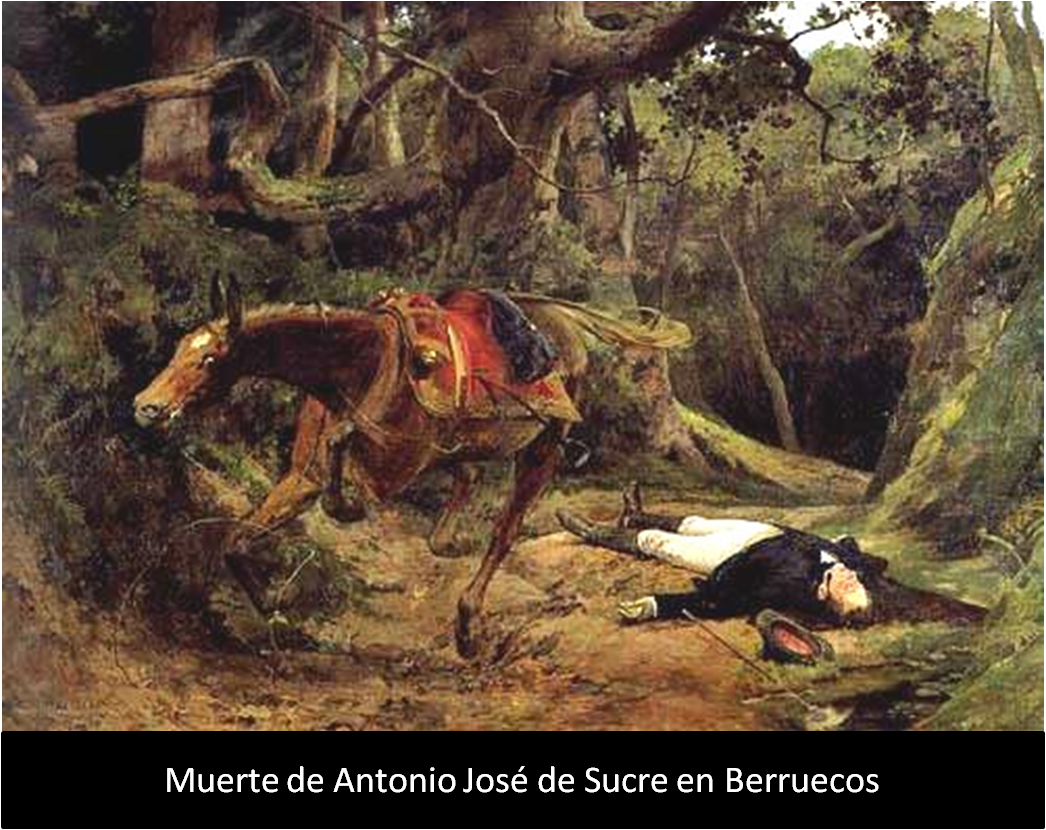
Mort du maréchal Sucre.

Après avoir abandonné la Bolivie, Sucre retourna en Grande-Colombie afin de soutenir Bolívar dans la guerre contre le Pérou. Après la fin de la guerre, Sucre resta aux côtés de Bolívar. Entre le 24 juin 1828 et mars 1830, Bolívar gouverna par décret, tel un dictateur. Cela n'empêcha pas la sécession du Venezuela le 27 décembre 1829. Le 20 janvier 1830, Bolívar convoqua le Congrès Admirable afin de trouver une solution à la crise institutionnelle. Le congrès ne put éviter la sécession du Venezuela. La santé de Bolívar se détériora rapidement et le 8 mai 1830, il donna sa démission. Domingo Caicedo devint président par intérim. Le 13 mai 1830, le Distrito del Sur (district du Sud) déclara à son tour son indépendance et devient l'Équateur.
Sucre, considéré par Bolívar comme son successeur spirituel, tenta de rassembler les derniers partisans de Bolivar avec la ferme intention de réunifier le territoire de Grande-Colombie sous son autorité. Il se fit élire président de Grande-Colombie mais le 4 juin 1830, il fut assassiné par des opposants à l'unité de la Grande-Colombie. Certains soupçonnèrent les indépendantistes colombiens sous les ordres du général José María Obando.[pas clair]
Une nouvelle Constitution fut promulguée au Venezuela le 22 septembre 1830 sous l'impulsion du général Paez. Le territoire du nouveau pays y était défini comme celui que couvrait en 1810 (avant toutes modifications) la Capitainerie générale du Venezuela. Le 17 décembre 1830, Bolívar s'éteignit à Santa Marta. Ce qui restait de la Grande-Colombie, correspondant au District de Nouvelle-Grenade (regroupant les actuels pays de Colombie, du Panama ainsi que la côte des Mosquitos dans l'actuel Nicaragua) se regroupa le 28 avril 1831 lors de la convention d'Apulo sous la vice-présidence provisoire de Domingo Caicedo. Le 20 octobre 1831 la convention grenadine fit de la Nouvelle-Grenade une république appelée République de Nouvelle-Grenade (espagnol : República de la Nueva Granada). Un régime présidentiel fut établi et Francisco de Paula Santander fut élu par le Congrès de la République de Colombie pour quatre ans. La nouvelle constitution fut adoptée le 29 février 1832.

## Hommages

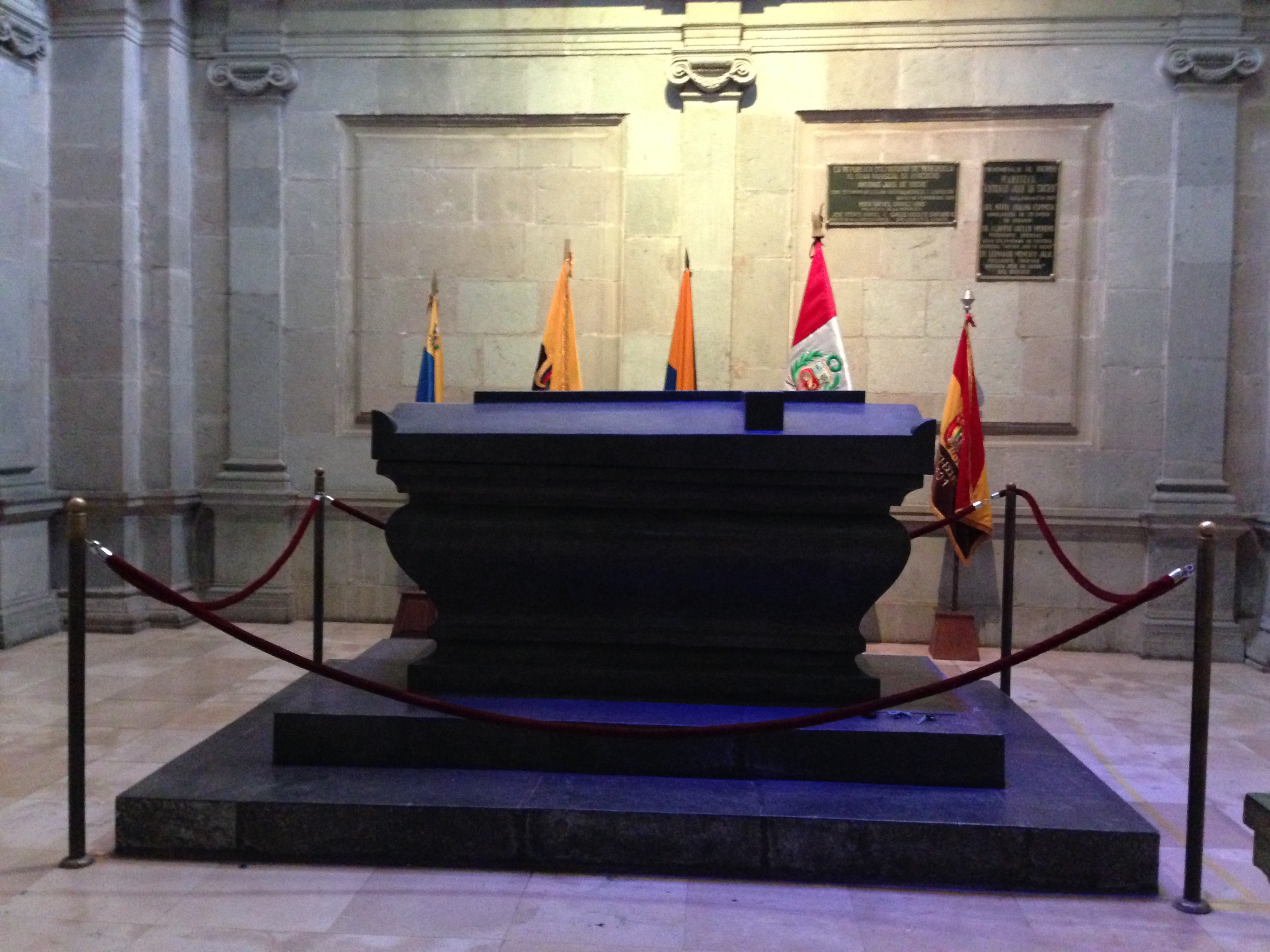
Tombe du maréchal Antonio José de Sucre dans la cathédrale de Quito.

Son tombeau s'élève dans la cathédrale métropolitaine de Quito. Un cénotaphe en son honneur se trouve au Panthéon national du Venezuela à Caracas.
Son nom a été donné :
- à la capitale officielle de la Bolivie, Sucre[15],
- à l'ancienne monnaie équatorienne, le sucre, remplacé ensuite par le dollar,
- à l'aéroport international de Mariscal Sucre de Quito, en Équateur,
- à la ville de Sucre, en Colombie,
- au département de Sucre, en Colombie
- à l'État de Sucre, au Venezuela.